# Aloeurymela langfieldi
Aloeurymela langfieldi är en insektsart som beskrevs av Evans 1966. Aloeurymela langfieldi ingår i släktet Aloeurymela och familjen dvärgstritar. Inga underarter finns listade i Catalogue of Life.